# Manra (Gilbertöarna)
Manra är en holme i Kiribati.   Den ligger i örådet Abaiang och ögruppen Gilbertöarna, i den norra delen av landet, 60 km norr om huvudstaden Tarawa. Manra ligger 12 meter över havet.
Terrängen på Manra är varierad.